# Makvište
Makvište (cyr. Маквиште) – wieś w Serbii, w okręgu pomorawskim, w gminie Despotovac. W 2011 roku liczyła 30 mieszkańców.